# Kührstedt
Kührstedt község Németországban, Alsó-Szászországban, a Cuxhaveni járásban. Lakosainak száma 1070 fő (2017. június 30.).